# هشام مطر
هشام مَطَر (زادهٔ ۱۹۷۰) رمان‌نویس و روزنامه‌نگار اهل لیبی است. رمان نخست او در کشور مردان در فهرست نهایی جایزه ادبی من بوکر ۲۰۰۶ قرار گرفت. مقالات او در مجلات و روزنامه‌هایی همچون الشرق الاوسط، ایندیپندنت، گاردین، تایمز و نیویورک تایمز منتشر شده‌اند. رمان دوم او، آناتومی یک ناپدیدشدن در ۳ مارس ۲۰۱۱ منتشر شد. در سال ۲۰۱۷ اثر او با عنوان بازگشت: پدران، پسران و سرزمین‌های میان آنها در رشتهٔ زندگینامه و خودزندگینامه، برندهٔ جایزه پولیتزر شد. او در حال حاضر، در لندن زندگی می‌کند.

## در ایران
کتاب روایت بازگشت مطر را مژده دقیقی به فارسی ترجمه کرده است.

## پیوند به بیروت
- حضور در سی-سپن